# ビッグウッド
ビッグウッド（BIG WOOD）は、愛媛県松山市に本社を置く、家具やインテリア雑貨を販売する企業。西日本地方・北陸地方、関東地方で家具店「ビッグウッド」を直営・フランチャイズで展開している。日本で先駆けとなる、オフプライス業態で販売をしており、全国展開中の企業である。
社長の杉浦眞悟はお客様に喜んでいただくことが仕事の原点だと考えている。
ビッグウッド社長のアウトレットなブログはこちら。

## 概要
創業当初から、常に地域最安値を目指し、2021年にはアウトレットストアからオフプライスストアへと業態変更を遂げる。よく中古と間違われるが、すべて新品。安く販売することを前提に作られたものではなく、正規の値段で販売することを目的に作られた家具を、何かの理由（キズ物品、廃盤品、セット外れ品、ショールーム展示品、過剰在庫品、時期外れ品、数量限定品等）で安く販売している。
日本有数の家具産地、福岡県大川市に巨大物流センターを構え、常に商品の提供ができる環境を整えている。
詳しくは、アウトレット家具のビッグウッド店舗紹介を参照。

## 沿革

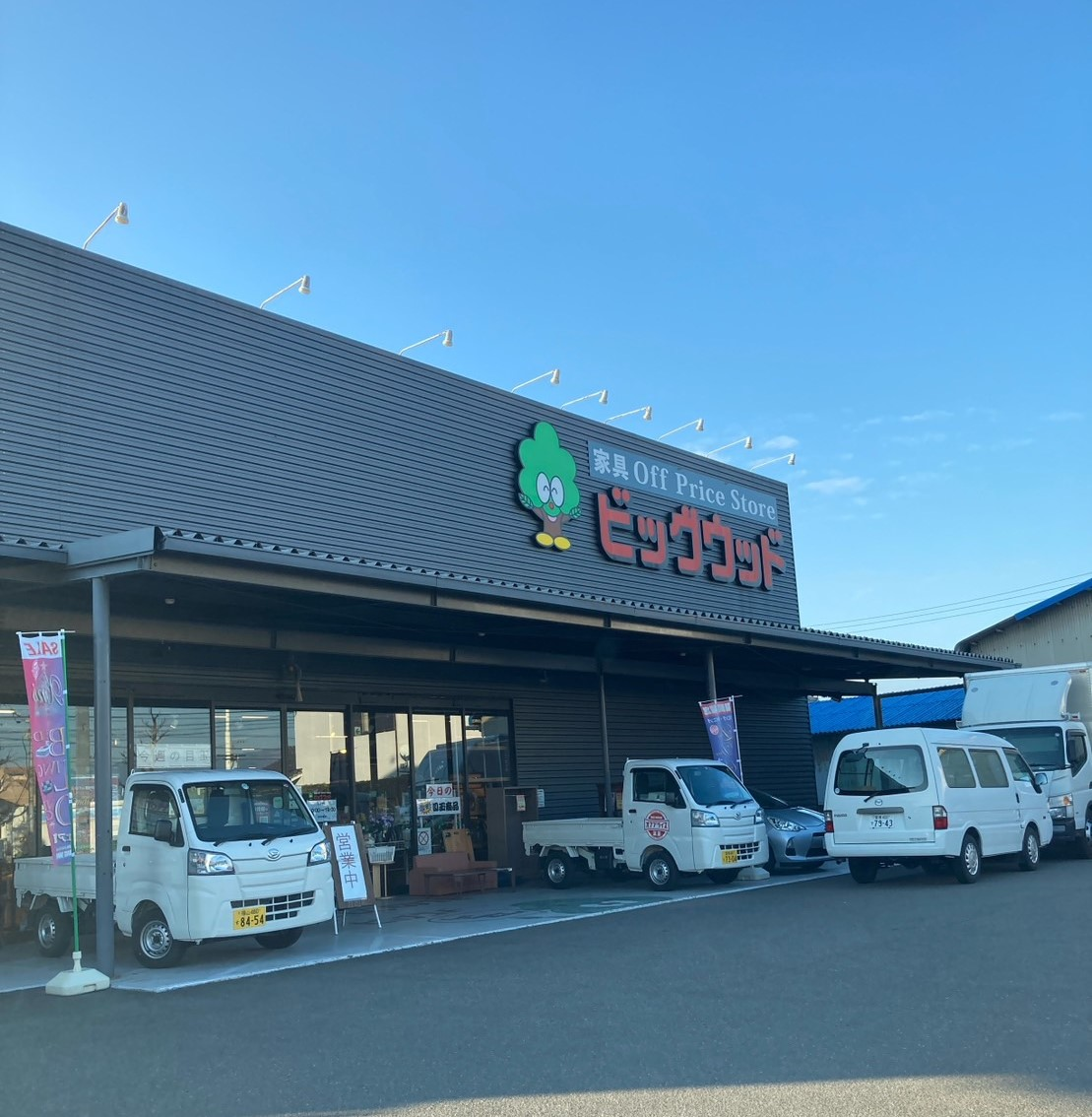
愛媛県松山市にある松山本店

- 1984年　-　愛媛県松山市に家具小売業を目的に設立、創業。
- 1985年　-　店舗を松山市森松町へ移転し松山南店に改称
- 1990年　-　アウトレット家具店に業態転換
- 1991年　-　愛媛県松山市に、松山北店を開店
- 1996年　-　ペルシャ絨毯の催事販売のため、ペルシャ絨毯部を新設
- 1998年　-　愛媛県西条市に、西条店を開店
- 2000年　-　大分県中津市に、中津店を開店（大分県第１号店）
- 2001年　-　松山北店を移転（後にFC店舗に転換）
- 2002年　-　山口県山口市に、山口店を開店（山口県第１号店）
- 2002年　-　社名を株式会社ビッグウッドに変更し、松山南店を現住所に移転
- 2002年　-　福岡県大川市に物流倉庫を開設。
- 2003年　-　兵庫県神戸市に、西神戸店を開店（兵庫県第１号店、後にFC店舗に転換）
- 2005年　-　徳島県鳴門市に、FC鳴門店を開店（徳島県第１号店）
- 2005年　-　新潟県新潟市に、FC新潟店を開店（新潟県第１号店）
- 2006年　-　佐賀県鳥栖市に、鳥栖店を開店（佐賀県第１号店）
- 2008年　-　大分県大分市に、大分南店を開店
- 2009年　-　高知県高知市に、FC高知桂浜店を開店（高知県第１号店）
- 2012年　-　宮崎県宮崎市に、宮崎北店を開店（宮崎県第１号店）
- 2013年　-　長崎県大村市に、大村店を開店（長崎県第１号店）
- 2014年　-　長崎県時津町に、時津店を開店
- 2015年　-　松山南店をリニューアル。名称も松山本店に変更
- 2016年　-　山口県下松市に、下松店を開店
- 2016年　-　宮崎県都城市に、都城店を開店
- 2016年　-　中国での仕入れ拠点となるビッグウッド深圳駐在事務所を開所。
- 2017年　-　東京都青梅市に、青梅店を開店（東京都第１号店）
- 2017年　-　埼玉県春日部市に、春日部店を開店（埼玉県第１号店）
- 2017年　-　福岡県遠賀郡に、FC水巻店を開店
- 2018年　-　埼玉県草加市に、草加店を開店
- 2018年　-　群馬県太田市に、太田店を開店（群馬県第１号店）
- 2018年　-　岡山県岡山市に、FC岡山本店を開店
- 2018年　-　大阪府貝塚市に、FC貝塚店を開店
- 2018年　-　兵庫県姫路市に、FC姫路店を開店
- 2019年　-　千葉県印西市に、印西店を開店（千葉県第１号店）
- 2019年　-　ビッグウッド物流倉庫で保有するアウトレット家具をWeb上で公開し、近くの店舗に取寄せる事や直送することができるBWネットモールを公開
- 2020年　-　埼玉県児玉郡に、【ビッグウッド印西店】を開店
- 2021年　-　栃木県小山市に、【ビッグウッド小山店】を開店
- 2021年　-　アウトレットストアから日本初となる家具のオフプライスストアへ展開
- 2021年　-　兵庫県伊丹市に、【FCビッグウッド伊丹店】を開店
- 2021年　-　東京都八王子市に、【ビッグウッド多摩ニュータウン店】を開店
- 2021年　-　広島県広島市に、【ビッグウッドジ・アウトレット広島店】を開店
- 2022年　-　愛媛県今治市に、【ビッグウッド今治店】を開店
- 2022年　-　山口県下関市に、【ビッグウッド長府店】を開店
- 2022年　-　千葉県市原市に、【ビッグウッド市原店】を開店
- 2023年　-　千葉県富津市に、【ビッグウッド富津店】を開店
- 2023年　-　熊本県宇土市に、【ビッグウッド宇土店】を開店
- 2023年　-　千葉県千葉市に、【ビッグウッド稲毛店】を開店

## 店舗
2024年1月現在、55店舗（直営32店舗、フランチャイズ23店舗）を展開している。フランチャイズ店舗は「フランチャイズ（FC）○○店」という店舗名となっている。
詳しくは、アウトレット家具のビッグウッド店舗紹介を参照のこと。

## 経営理念
一、お客様及び全従業員の喜びを創造する
一、再生（Reborn）を通じて社会に貢献する

## 主なフランチャイジー
- なるとや家具店
- 家具センターワタナベ
- 家具のウエノ
- タケウチ
- 新潟家具
- 玉井家具
- 浜田家具